# Laurence Klein
Pour les articles homonymes, voir Klein.
Laurence Klein (ex-Fricotteaux) née le 22 janvier 1969 à Grenoble, est une coureuse de fond française, spécialisée dans la longue distance sur route, le trail et l'ultra-trail. Championne d'Europe et vice-championne du monde de 100 km en 2007, elle a notamment remporté à trois reprises le Marathon des Sables.

## Biographie
Laurence Klein a commencé l'athlétisme lorsqu'elle était enfant. Pendant plus de 20 ans, elle ne court que sur route, se spécialisant dans les courses de longues distances et notamment le 100 km où elle excelle (elle détient toujours le record de France de la distance). En 2007, elle est à l'apogée de sa carrière. Elle remporte les championnats d'Europe et se place deuxième aux championnats du monde. Cette suite de succès est en partie due à sa rencontre avec Dominique Chauvelier qui devient son entraîneur.
Elle arrête cependant le 100 km, puis, après avoir remporté deux marathons à trois semaines d’intervalle (le Marathon de Sénart, puis celui de la baie du Mont-Saint-Michel), elle se tourne vers le trail qu'elle découvre en participant pour la première fois au marathon des sables. Passage réussi puisqu'elle remporte cette édition ainsi que celle de 2011 et 2012.
En 2009, elle participe aux championnats du monde d'athlétisme à Berlin sur l'épreuve du marathon. Elle se classe 50e en 2 h 42 min 47 s. En 2010, elle remporte les championnats de France de trail. En 2011, au Connemara (Irlande) elle devient championne du monde de trail par équipe avec Maud Gobert et Aurélia Truel.
En 2013, Laurence Klein vit une année noire. Contrainte à l'abandon lors du marathon des Sables, elle se blesse au tendon d'Achille quelques semaines plus tard au cours de la course des gendarmes. Cette blessure la contraint à renoncer au mondiaux de trail.
Après 7 mois de convalescence, elle renoue avec la compétition en participant à nouveau au marathon des sables qu'elle manque de peu de remporter. Elle finit seconde derrière l'Américaine Nikki Kimball.
En 2018, elle participe à ses derniers championnats du monde de 100 km sous le maillot de l'équipe de France.
En 2019, elle remporte les 100 km de Millau en 8 h 36 min 46 s et annonce que c'était sa dernière course sur cette distance.

### Vie privée
Laurence Klein est mère de deux enfants : Lilian né en 1995 et Ambre née en 2000.

## Principaux résultats
| Pos. | féminin           | Course                           | Pays   | Longueur | Départ            | Temps            |
| ---- | ----------------- | -------------------------------- | ------ | -------- | ----------------- | ---------------- |
| 24e  | Médaille d'or     | Marathon des Sables              | Maroc  | 221 km   | 25 mars 2007      | 23 h 28 min 21 s |
| 32e  | Médaille d'argent | Grande Course des Templiers      | France | 72 km    | 25 octobre 2009   | 7 h 35 min 35 s  |
| 3e   | Médaille d'or     | Éco-Trail de Paris Île-de-France | France | 80 km    | 21 mars 2010      | 6 h 32 min 36 s  |
| 8e   | Médaille d'argent | Trail Nivolet Revard             | France | 49 km    | 2 mai 2010        | 5 h 04 min 14 s  |
| 6e   | Médaille d'or     | Trail Golfe du Morbihan          | France | 56 km    | 25 juin 2010      | 4 h 16 min 38 s  |
| 4e   | Médaille d'or     | Trail Côte d'Opale               | France | 58 km    | 12 septembre 2010 | 4 h 49 min 55 s  |
| 33e  | 4e                | Grande Course des Templiers      | France | 70,8 km  | 24 octobre 2010   | 8 h 13 min 27 s  |
| 26e  | Médaille d'or     | Marathon des Sables              | Maroc  | 250,7 km | 3 avril 2011      | 26 h 57 min 24 s |
|      | Médaille d'or     | Marathon des Burons              | France | 48 km    | 19 juin 2011      | 4 h 10 min 16 s  |
| 27e  | Médaille d'or     | Marathon des Sables              | Maroc  | 250,7 km | 8 avril 2012      | 26 h 15 min 40 s |
| 6e   | Médaille d'or     | Éco-Trail de Paris Île-de-France | France | 80 km    | 16 mars 2013      | 6 h 14 min 33 s  |
| 10e  | Médaille d'or     | Gruissan Phoebus Trail           | France | 50 km    | 15 février 2014   | 4 h 35 min 21 s  |
| 29e  | Médaille d'argent | Marathon des Sables              | Maroc  | 244 km   | 6 avril 2014      | 30 h 05 min 19 s |
| 4e   | Médaille d'or     | Ultra Trail des Hautes-Côtes     | France | 45 km    | 31 mai 2014       | 4 h 29 min 24 s  |
| 10e  | Médaille d'or     | Trail Golfe du Morbihan          | France | 56 km    | 27 juin 2014      | 4 h 30 min 31 s  |
| 6e   | Médaille d'or     | Éco-Trail de Paris Île-de-France | France | 50 km    | 21 mars 2015      | 4 h 01 min 29 s  |
| 30e  | 10e               | Marathon des Sables              | Maroc  | 249 km   | 5 avril 2015      | 34 h 17 min 29 s |
| 28e  | Médaille d'argent | 100 km de Vendée                 | France | 100 km   | 16 mai 2015       | 7 h 59 min 04 s  |
| 10e  | Médaille d'or     | 100 kilomètres de Millau         | France | 100 km   | 29 septembre 2019 | 8 h 36 min 46 s  |

## Records personnels
Statistiques de Laurence Klein d'après la Fédération française d'athlétisme (FFA) et la Deutsche Ultramarathon-Vereinigung (DUV) :
- 1 500 m : 4 min 43 s 01 en 2010
- 2 000 m : 7 min 5 s 9 en 2011
- 3 000 m : 10 min 7 s 33 en 2005
- 10 km route : 34 min 45 s en 2008
- Semi-marathon : 1 h 17 min 26 s en 2007
- Marathon : 2 h 37 min 36 s au marathon de Paris en 2009
- 50 km : 3 h 55 min 46 s aux 100 km de Winschoten en 2015 (50 km split)
- 100 km route : 7 h 26 min 44 s aux championnats du monde et d'Europe IAU des 100 km de Winschoten en 2007 (record de France)
- 6 heures route : 59,927 km aux 24 h du Quai du Cher en 2017 (6 h split)
- 12 heures route : 107,975 km aux 24 h du Quai du Cher en 2017 (12 h split)
- 24 heures route : 124,992 km aux 24 h du Quai du Cher en 2017